# 日南市立飫肥中学校
日南市立飫肥中学校（にちなんしりつ おびちゅうがっこう）は、宮崎県日南市飫肥十丁目にある公立の中学校。

## 概要
歴史
1947年（昭和22年）の学制改革により、新制中学校として創立。現校名になったのは1950年（昭和25年）。2022年（令和4年）に創立75周年を迎えた。
通学区域
- 日南市立飫肥小学校区
- 日南市立酒谷小学校区

校章
「中」の文字を図案化したデザインとなっている。
校歌
作詞は神戸雄一、作曲は海老原直による。歌詞は3番まであり、歌詞中に校名は登場しない。

## 沿革
- 1947年（昭和22年）- 学制改革が行われる（六・三制の実施）。
  - 4月1日 - 国民学校初等科は、新制小学校「飫肥町立飫肥小学校」に改組・改称。
  - 5月8日 - 国民学校高等科は、青年学校普通科とともに、新制中学校「飫肥町立飫肥中学校」に改組・改称。
- 1950年（昭和25年）1月1日 - 町村合併により、日南市が発足。これにより、「日南市立飫肥中学校」（現校名）に改称。
- 2016年（平成28年）4月1日 - 日南市立酒谷中学校を統合。

## 交通アクセス
最寄りの鉄道駅
- JR九州 日南線 「飫肥駅」

最寄りのバス停
- 日南市コミュニティバス 「十文字公民館」バス停

最寄りの幹線道路
- 宮崎県道432号元狩倉日南線

## 周辺
- 飫肥城
- 飫肥城歴史資料館
- 日南市立飫肥小学校
- 飫肥こども園
- 小村寿太郎生家・小村寿太郎記念館
- 田ノ上八幡神社